# 通邢·塔马冯内阁
通邢·塔马冯内阁是2011年成立的老挝内阁。

## 简介
2011年6月，以通邢·塔马冯为总理组成新一届老挝政府，共设有21个部门（18个部和3个直属机构）。政府主要成员包括：
- 总理：通邢·塔马冯（THONGSING THAMMAVONG）
- 副总理：阿桑·劳里（ASANG LAOLY）
- 副总理兼外交部部长：通伦·西苏里（THONGLOUN SISOULITH）
- 副总理兼国防部部长：隆再·皮吉（DOUANGCHAY PHICHIT）
- 副总理：宋沙瓦·凌沙瓦（SOMSAVAT LENGSAVAD）
- 国家监察署署长兼反贪局局长：本通·吉玛尼（BOUNTHONG CHITMANY）
- 教育部部长：潘坎·维帕万（PHANKHAM VIPHAVANH）
- 公安部部长：通班·显阿蓬（THONGBAN SENGAPHOEN）
- 劳动社会福利部部长：奥占·塔马冯（ONECHANH THAMMAVONG）
- 司法部部长：扎伦·叶宝和（CHALEUAN YAPAOHER）
- 能源矿产部部长：苏里冯·达拉冯（SOULIVONGDARAVONG）
- 政府办公厅部长：本萍·门坡赛（BOUNPHENG MOUNPHOSAY）
- 农业与林业部部长：维莱万·蓬凯（VILAYVANH PHOMKHE）
- 工业贸易部部长：南·维亚吉（NAM VIGNAKET）
- 公共工程与运输部部长：宋马·奔舍那（SOMMATH PHOLSENA）
- 计划与投资部部长：宋迪·隆迪（SOMDY DOUANGDY）
- 财政部部长：普佩·坎普冯（PHOUPHET KHAMPHOUNVONG）
- 新闻文化与旅游部部长：波显坎·冯达拉（BOSENGKHAM VONGDARA）
- 卫生部部长：艾沙旺·冯维吉（EKSAVANG VONGVICHIT）
- 民政事务部部长：坎班·披拉冯（KHAMPANE PHILAVONG）
- 科技部部长：波万坎·冯达拉（BOVIENGKHAM VONGDARA）
- 自然资源与环境部部长：努林·欣班迪（NOULINH SINBANDHIT）
- 邮电与信息部部长：谢姆·蓬玛占（HIEM PHOMMACHANH）
- 国家银行行长：宋炮·派西（SOMPHAO PHAYSITH）[1]

另有：
- 政府办公厅部长兼主任：辛拉冯·库派吞（SINLAVONG KHUTPHAITUN）
- 政府办公厅部长：本恒·隆帕占（BOUNHEUANG DOUANGPHACHANH）
- 政府办公厅部长：本滇·披沙迈（BOUNTIEM PHISAMAY）
- 政府办公厅部长：隆沙瓦·苏发努冯（DOUANGSAVATH SOUPHANOUVONG）
- 政府办公厅部长：肯萍·奔舍那（KHEMPHENG PHOLSENA）